# Colloquium doctum
Een colloquium doctum is een Latijnse term voor geleerde samenspraak. 
In Nederland is een colloquium doctum een mondeling of schriftelijk, aanvullend onderzoek dat een examen vervangt. Dit wordt onder andere gevraagd van personen boven een bepaalde leeftijd (meestal minstens 21 jaar), die toelating tot een universiteit en universitaire examens vragen, zonder dat die personen over de vereiste toelatingsdiploma’s beschikken.
Bij gebleken geschiktheid kunnen ze alsnog tot de universiteit worden toegelaten om een studie te volgen. Ze ontvangen dan een toelatingsbeschikking. 
Het colloquium doctum is alleen geldig voor één specifieke studie aan die universiteit waar het toelatingsonderzoek heeft plaatsgevonden.
Wanneer er een aanvulling nodig is kan er ook een colloquium doctum gedaan worden voor één vak. Dit is vaak nodig wanneer iemand in het bezit is van een hbo-propedeuse en wil doorstromen naar universitair onderwijs. 